# 蔡卞
蔡 卞（さい べん、1048年 - 1117年）は、北宋末の政治家。字は元度。興化軍仙游県（現在の福建省莆田市仙游県）の人。
王安石の門人で、その娘婿になり、一子の蔡仍（字は子因）を儲ける。また、同年に進士となった実兄の蔡京よりも昇進が早かったが、兄が徽宗に重用されて宰相に抜擢されると、却って政界から追われることになる。

## 生涯
熙寧3年（1070年）に進士及第。熙寧年間以降、国子直講・起居舎人・同知諫院・侍御史などを歴任したが、妻の父の王安石が宰相であったことを理由に短期間で職を辞退している。
哲宗の時期に遼への使者として派遣されて役目を果たすが、旧法党の政権の下で宣州知州・江寧府知府など地方官を転々とする。
紹聖元年（1094年）に哲宗が親政を開始して新法党が復権すると、中書舎人兼国史修撰に任ぜられ、神宗の実録編纂を担当するが、王安石の日記（『王安石日録』）に元に新法党に偏った記述をしたことから、反対派の批判を受ける。紹聖4年（1097年）には尚書左丞に任ぜられて章惇とともに新法復活政策（紹述）の中心となった。
徽宗の時期に入り、旧法党の諫官陳瓘らに6か条の問題点を追及・糾弾されて、江寧府知府に左遷されるが、兄の蔡京が重用されると復権して知枢密院事に任じられた。だが、この頃には兄との関係は険悪になっていた。蔡卞は北宋が放棄して西夏の領域になった西方の領土の奪還に努めるが、蔡京がその政策のために必要な陝西制置使に自らの盟友である宦官の童貫を任じたことから対立が決定的となり、地方赴任を希望するようになる。崇寧4年（1105年）、蔡京は蔡卞を河南府知府に左遷し、更に妖しい道術との関与を糾弾された。蔡卞は失意のうちに70歳で没した。
幼かった甥の蔡攸（蔡京の子）を岳父の下に連れ込んで、難しい質問をして王安石を困らせたという逸話がある。